# Pseudophatnoma
Pseudophatnoma is een geslacht van wantsen uit de familie van de Tingidae (Netwantsen). Het geslacht werd voor het eerst wetenschappelijk beschreven door Blöte in 1945.

## Soorten
Het genus bevat de volgende soorten:

- Pseudophatnoma corniculata Blöte, 1945
- Pseudophatnoma denticollis (Péricart, 1986)
- Pseudophatnoma laosana B. Lis, 1999